# Apatura garlanda
Apatura garlanda är en fjärilsart som beskrevs av Hans Fruhstorfer 1913. Apatura garlanda ingår i släktet Apatura och familjen praktfjärilar. Inga underarter finns listade i Catalogue of Life.